# Maria Therese Tviberg
Maria Therese Tviberg (Bergen, 7 aprile 1994) è un'ex sciatrice alpina norvegese, campionessa mondiale nel parallelo a Courchevel/Méribel 2023.

## Biografia

### Stagioni 2010-2016
Sciatrice polivalente, Maria Therese Tviberg ha esordito in una gara valida ai fini del punteggio FIS il 24 novembre 2009 a Geilo in uno slalom gigante classificandosi 33ª. Il 5 dicembre 2009 ha debuttato in Coppa Europa, a Kvitfjell in supercombinata (61ª). Il 28 febbraio 2013 ha vinto la medaglia d'argento nella combinata alle spalle della connazionale Ragnhild Mowinckel ai Mondiali juniores del Québec; il 18 dicembre dello stesso anno ha ottenuto il primo podio in Coppa Europa, piazzandosi 2ª nella discesa libera di Sankt Moritz, e il 16 gennaio successivo ha conquistato il primo successo nel circuito continentale, salendo sul gradino più alto del podio nella discesa libera di Innerkrems.
Ha esordito in Coppa del Mondo il 24 gennaio 2015 nella discesa libera di Sankt Moritz, subito ottenendo i primi punti (16ª), e ai Campionati mondiali in occasione della rassegna iridata di Vail/Beaver Creek 2015, dove è stata 27ª nella discesa libera, 25ª nel supergigante e non ha concluso la combinata; in quella stagione 2014-2015 ha conquistato nuovamente l'argento nella discesa libera iridata giovanile, ai Mondiali juniores di Hafjell, e l'ultima vittoria in Coppa Europa, il 19 marzo a Soldeu in combinata.

### Stagioni 2017-2024

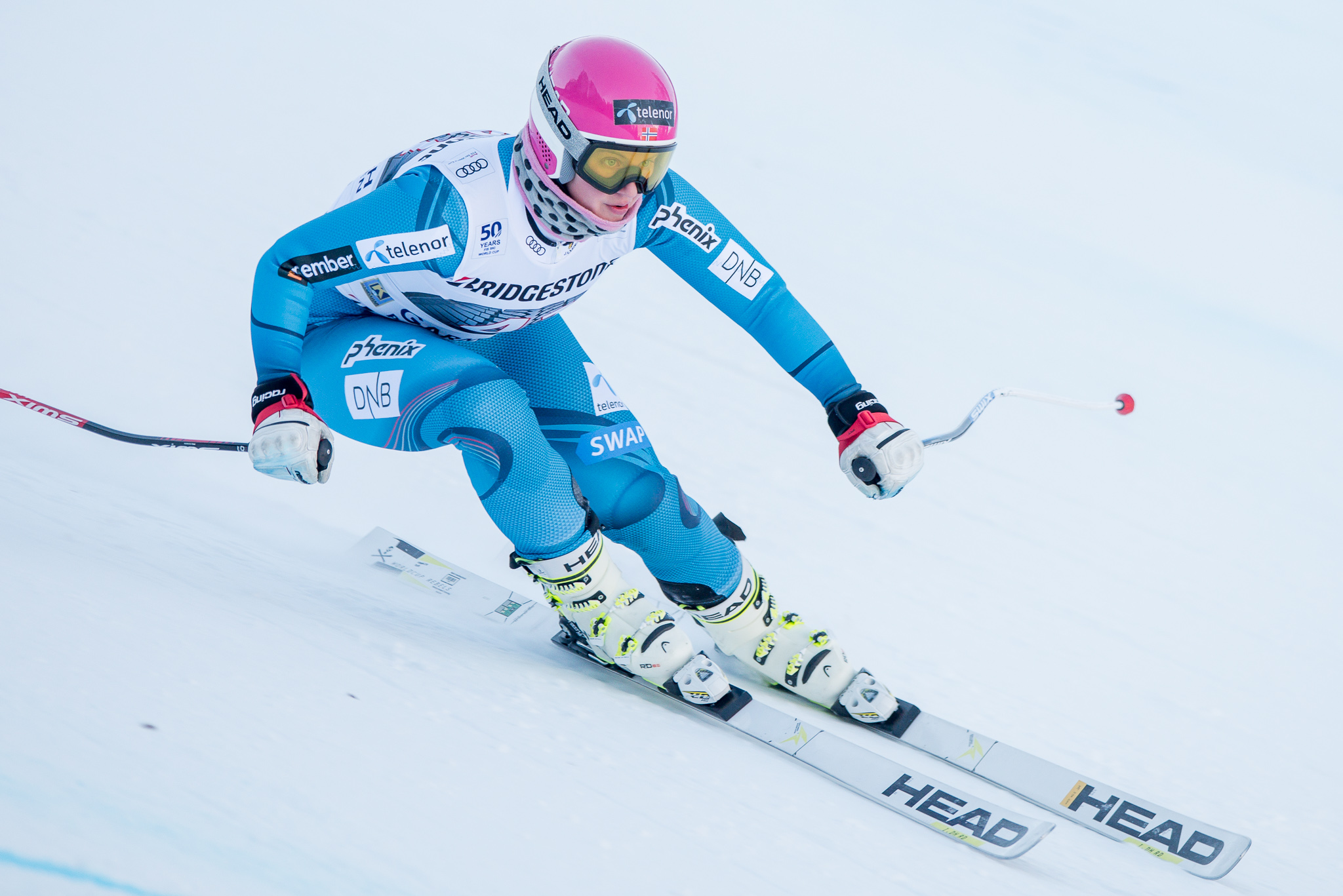
Maria Therese Tviberg in gara a Garmisch-Partenkirchen nel 2017

Ai Mondiali di Sankt Moritz 2017 si è classificata 25ª nella discesa libera, 25ª nel supergigante e 14ª nella combinata; il 17 dicembre 2020 ha ottenuto l'ultimo podio in Coppa Europa, a Hippach in slalom gigante (2ª). Il 23 ottobre 2021 ha conquistato il miglior risultato in Coppa del Mondo, a Sölden in slalom gigante (5ª); ai successivi XXIV Giochi olimpici invernali di Pechino 2022, sua unica presenza olimpica, ha vinto la medaglia di bronzo nella gara a squadre, si è classificata 12ª nello slalom gigante e non ha completato lo slalom speciale.
Ai Mondiali di Courchevel/Méribel 2023, sua ultima presenza iridata, ha vinto la medaglia d'oro nel parallelo, quella d'argento nella gara a squadre, si è piazzata 19ª nello slalom gigante e non ha completato lo slalom speciale. La sua ultima gara in carriera è stata lo slalom gigante di Coppa del Mondo disputato il 25 novembre 2023 a Killington, nel corso del quale si è infortunata: non è tornata alle gare e ha annunciato il ritiro nel 2024.

## Palmarès

### Olimpiadi
- 1 medaglia:
  - 1 bronzo (gara a squadre a Pechino 2022)

### Mondiali
- 2 medaglie:
  - 1 oro (parallelo a Courchevel/Méribel 2023)
  - 1 argento (gara a squadre a Courchevel/Méribel 2023)

### Mondiali juniores
- 2 medaglie:
  - 2 argenti (combinata a Québec 2013; discesa libera a Hafjell 2015)

### Coppa del Mondo
- Miglior piazzamento in classifica generale: 40ª nel 2022

#### Coppa del Mondo - gare a squadre
- 1 podio:
  - 1 vittoria

### Coppa Europa
- Miglior piazzamento in classifica generale: 6ª nel 2014
- Vincitrice della classifica di combinata nel 2014
- 5 podi:
  - 3 vittorie
  - 2 secondi posti

#### Coppa Europa - vittorie
| Data            | Località        | Paese   | Specialità |
| --------------- | --------------- | ------- | ---------- |
| 16 gennaio 2014 | Innerkrems      | Austria | DH         |
| 24 gennaio 2014 | Spital am Pyhrn | Austria | SC         |
| 19 marzo 2015   | Soldeu          | Andorra | KB         |

DH = discesa libera

SC = supercombinata

KB = combinata

### Nor-Am Cup
- Miglior piazzamento in classifica generale: 81ª nel 2018

### Australian New Zealand Cup
- Miglior piazzamento in classifica generale: 32ª nel 2018

### Campionati norvegesi
- 9 medaglie[2]:
  - 6 ori (discesa libera nel 2013; slalom gigante nel 2015; discesa libera, supergigante, slalom speciale nel 2017; supergigante nel 2019)
  - 2 argenti (discesa libera, supergigante nel 2015)
  - 1 bronzo (combinata nel 2015)

### Campionati norvegesi juniores
- 2 ori (discesa libera, supergigante nel 2011)[senza fonte]